# Eurometrópolis Lille-Kortrijk-Tournai
La Eurometrópolis Lille-Kortrijk-Tournai (del francés: Eurométropole Lille-Courtrai-Tournai) o Eurométropole Lille-Kortrijk-Tournai y en neerlandés: Eurometropool Rijsel-Kortrijk-Doornik es una Agrupación Europea de Cooperación Territorial (AECT) que fue creada el 28 de enero de 2008. Es la primera AECT creada. Su población es de dos millones de habitantes y se extiende sobre 3533,5 km² en Francia y Bélgica.
La presidencia es rotativa. El 9 de abril de 2010, Martine Aubry, Presidenta de la Comunidad Urbana y Alcaldesa de Lille sucedió a Stefaan De Clerck, alcalde de Cortrique en disponibilidad y Ministro Federal de Justicia.

## Componentes
La Eurometropólis cubre la región de Lille Métropole, el sur de Flandes Occidental (4 arrondissements o distritos) y de la Valonia Picarda, es decir el oeste de la Provincia de Henao (3 arrondissements). Reúne 14 miembros que representan 145 comunas.
- Por la parte francesa:
  - El Estado francés, la región Alta-Francia, el departamento del Norte
  - La Comunidad urbana de la Metrópolis de Lille.

- Por la parte belga:
  - El Estado Belga, la Región y la Comunidad Flamencas, la Provincia de Flandes Occidental, la Región Valona, la Comunidad francesa de Bélgica, la Provincia de Henao
  - La Mancomunidad del Valle del Lys (en neerlandés: Intercommunale Leiedal), representando las comunas del distrito de Courtrai
  - La Mancomunidad WVI (en neerlandés: West-Vlamms Intercommunale), representando las comunas de los distritos de Roeselare, Ypres y Tielt;
  - La Mancomunidad IDETA (del francés: Intercommunale de développement économique des arrondissements de Tournai, d'Ath et de communes avoisinantes), representando las comunas de los distritos de Tournai (excepto Estaimpuis) y Ath, así como las comunas de Lessines, Silly et Enghien;
  - La Mancomunidad IEG (del francés: Intercommunale d'étude et de gestion) representando las comunas del distrito de Mouscron y la comuna de Estaimpuis.

## Misiones
- Asegurar la concertación, el diálogo y favorizar el debate político, reuniendo el conjunto de las instituciones competentes
- Generar coherencia transfronteriza a escala del conjunto del territorio
- Facilitar, sostener y realizar proyectos que transmitan la estrategia de desarrollo elaborada en común
- Facilitar la vida diaria de los habitantes de la metrópolis franco-belga.

## Gobernanza y funcionamiento
Los órganos de gobernanza respectan un principio de doble paridad entre Francia et Bélgica y, en esta última, entre francófonos y neerlandoparlantes. Las instancias operacionales y de decisión comprenden:
- Una Asamblea, órgano deliberativo y de control, que reúne los miembros de la Eurometrópolis, aprueba el presupuesto anual y fija los temas de cooperación.
- Un Bureau, u Oficina, instancia ejecutiva encargada de la dirección de la Eurometrópolis y se constituye en centro de concertación, intercambios y deliberación sobre los proyectos por realizar.
- Un comité director ejecutivo, compuesto de un presidente y tres vicepresidentes.
- Comisiones o grupos de trabajo, designadas por la Asamblea y el Bureau, encargados de estudiar los proyectos y proponer un programe plurianual de acciones.
- Una conferencia de alcaldes de la Eurometrópolis propicia a los intercambios en cuanto a los trabajos y proyectos de ésta,
- Una agencia transfronteriza, herramienta administrativa et técnica.